# Pedro Filipak
Dom Pedro Filipak (Araucária, 26 de dezembro de 1920 – Jacarezinho, 10 de agosto de 1991) foi um bispo católico brasileiro, bispo de Jacarezinho de 1962 à data de sua morte.
Filho de Lucas Filipak e Sofia Skraba transferiu-se com sua família para Irati em 1925, onde fixaram residência. Em 1935 entrou para o seminário em Brusque, onde estudou filosofia e teologia.
Bisneto e neto de poloneses, foi ordenado padre em 22 de dezembro de 1945 e sagrado bispo em 13 de maio de 1962, na Catedral Diocesana de Jacarezinho, na presença de grande multidão, autoridades eclesiásticas, autoridades civis e militares, além da presença do Governador do Estado o Sr. Nei Braga, com membros do seu governo e deputados. Dom Pedro Filipak, acalentado por grande apoio, assume no mesmo dia de sua sagração a Diocese. 